# 権堂義幸
権堂 義幸（ごんどう よしゆき、1925年7月 - 2012年2月25日）は日本の学校法人経営者、理事長、政治家。

## 人物
1925年（大正14年）7月、福岡県小倉市生まれ。1944年（昭和19年）旧制常磐中学校（現・常磐高等学校）卒業(第11期生)。1943年（昭和18年）相撲部にて全国大会出場、個人戦で準優勝。1951年（昭和26年）の小倉市議選で初当選、以来小倉市議並びに北九州市議を通算5期。
会社役員を経て、1967年（昭和42年）学校法人常磐学園（常磐高等学校）理事に就任。1969年（昭和44年）には、学校法人常磐学園常磐高等学校理事長に就任し、その後、学校法人明経学園美萩野臨床医学専門学校、学校法人美萩野学園美萩野女子高等学校・小倉日新館中学校、学校法人飯塚学園飯塚日新館中学校・日新館高等学校 (福岡県)（廃校）、学校法人若松学園高稜高等学校、学校法人萩学園萩国際大学（現・至誠館大学）、財団法人創生奨学会の理事長を歴任。1988年（昭和63年）の秋の褒章において藍綬褒章を受章。1990年からは、小倉駅西地区再開発準備組合の理事長としてＪＲ小倉駅西地区の再開発を計画したが、テナント誘致が難航し再開発計画を断念した。

## 萩国際大学開校の歴史
- 1995年（平成7年） 島根県益田市に四年生私立大学建設計画が進み、大学進出の代表者として益田市の渋谷義人市長との間に協定書を締結[3]。
- 1996年（平成8年） - 大学建設費用として常磐学園から１０億円出資するなど提案したが[4]、反対運動がおこり反対派の代表が市長として当選。この時点で益田市17億を投入していたが大学設置中止[5]。
- 1997年（平成9年） - 学校法人萩学園萩女子短期大学を4年制に改組し、1999年開学する構想を打ち出し、文部省に大学設置許可申請。
- 1998年（平成10年） - 大学設置認可。総事業費64億5600万円のうち、県、市が40億円を補助する。益田市で拒否された大学新設計画を萩市に決定した時には疑問視する声が多かったが、北九州で経営する普通高校から生徒を送るということで、萩市野村興児市長は開校を決定する[5]。
- 1999年（平成11年） - 大学開学。入学者は中国人ら留学生45人を含む204人。
- 2002年（平成14年） - 広島入国管理局は10月入学予定だった中国人留学生127人のビザ取得に必要な在留資格認定証明書について「留学生の選抜過程に疑問がある」として、交付しないことを決めた。同入管は「今春入学した留学生26人が所在不明になっており、管理能力を総合的に判断した。｣[6]
- 2003年（平成15年） - 定員割れが続き売却に積極的だったことから萩市側と対立し、理事長辞任。後に、開校事業費の自らの持ち出し分の返還請求訴訟を学校法人に対して起こす[7]。
- 2004年（平成16年） - 中国人元留学生が東京武蔵野市で現金約４２００万円強奪事件に関与し強盗致傷容疑で全国指名手配[8]。
- 2005年（平成17年）-　経営難で1回目の民事再生法申請へ。[9]